# Cajori (cratère)
Pour les articles homonymes, voir Cajori.
Cajori est un cratère d'impact de la Lune situé dans l'hémisphère sud, sur la face cachée de la Lune. Il se situe au sud-ouest du cratère Von Kármán, et à l'est-sud-est du cratère Chrétien.
Le bord extérieur de Cajori a été fortement endommagé par les impacts, laissant un périmètre extérieur en désintégration, irrégulier et entaillé le long de ses bords. Plusieurs petits se trouvent le long du bord, le plus remarquable étant Cajori K attaché au bord sud-est. Le plancher intérieur est moins fortement touché et n'est marqué que par quelques minuscules cratères.

## Cratères satellites
Par convention, ces caractéristiques sont identifiées sur les cratères lunaires en plaçant la lettre sur le côté du milieu du cratère le plus proche de Cajori.
| Cajori | Coordonnées  | Diamètre en km |
| ------ | ------------ | -------------- |
| K      | −49,1, 169,8 | 32             |